# TG 88 Pforzheim
Die Turngemeinde 1888 Pforzheim e.V., kurz TG 88 Pforzheim, ist ein baden-württembergischer Sportverein aus Pforzheim.

## Geschichte
Die 1888 gegründete Turngemeinde Pforzheim bietet heute in der Hauptsache Frauen- und Mädchenhandball an.

## Handball
Die größten Erfolge der Frauen von TG 88 waren Baden- und Baden-Württembergische Meisterschaften sowie Aufstiege zu den dritthöchsten Spielklassen wie in die Regionalliga Süd oder 3. Liga der Frauen. In der Zeit von 2007 bis 2017 bildete die TG eine Handballspielgemeinschaft mit dem TB Pforzheim als HSG TB/TG Pforzheim. Die TG 88 Pforzheim nimmt mit zwei Frauen-, vier weiblichen Jugendmannschaften und einem Männerteam am Spielbetrieb des Badischen Handballverbandes teil. In der Saison 2023/24 wurde das 1. Frauenteam erneut baden-württembergischer Meister und hat sich damit auch für die Teilnahme an der Aufstiegsrelegation zur 3. Liga qualifiziert.

### Erfolge
| Als TG 88 Pforzheim - Badischer Meister (4. Liga) 2001 - Aufstieg in die 3. Liga Handball Frauen 2018 - Aufstieg in die Regionalliga-Süd (3. Liga) 2006 - Vizemeister Oberliga Baden-Württemberg 2018 - Meister Oberliga Baden-Württemberg (4. Liga) 2006, 2024 - Gründungsmitglied Oberliga-Baden-Württemberg (4. Liga) 2001 | Als HSG TB/TG 88 Pforzheim - Aufstieg in die 3. Liga Handball Frauen 2013 - Vizemeister Oberliga Baden-Württemberg 2013, |